# Adware
Un adware (software publicitario) es cualquier programa que automáticamente muestra u ofrece publicidad, ya sea incrustada en una página web mediante gráficos, carteles, ventanas flotantes, o durante la instalación de algún programa al usuario, con el fin de generar lucro a sus autores. La palabra adware corresponde al conjunto de palabras "advertising" (publicidad) y "software" (programa), para referirse a sistemas de publicidad basados en programación computacional.
Algunos programas adware son también shareware, y en estos los usuarios tienen las opciones de pagar por una versión registrada o con licencia, que normalmente elimina los anuncios.

## Softwarecon soporte publicitario
Existen algunos programas destinados a ayudar al usuario en la búsqueda y modificación de programas adware, para bloquear la presentación de los anuncios o eliminar las partes de programas espía. Para evitar una reacción negativa, con toda la industria publicitaria en general, los creadores de adware deben equilibrar sus intentos de generar ingresos con el deseo del usuario de no ser molestado. Tener en cuenta que muchas veces el usuario sin querer da clic en enlaces disfrazados con el fin de descargar malware, lo mejor es tener precaución especialmente en los enlaces de vídeos tutoriales de YouTube y vídeos muchas veces compartidos en las redes sociales.

## Comosoftwaredañino
Algunas veces es considerado como programa espía, cuando fuerza al usuario a usar un determinado buscador web ya que podría ser utilizado para monitorear la actividad del usuario. Esto ha provocado críticas de los expertos de seguridad y los defensores de la privacidad. Otros programas adware no realizan este seguimiento de información personal del usuario.

## Paqueteadware
Un paquete de adware (en inglés adware bundle) es un fichero de instalación que contiene varias herramientas donde algunas de ellas son útiles y otras no, estas últimas típicamente son adware (ejemplo Player.filezog.com, Newchannel.club, Gretaith.com y Filetour). Es frecuente que estos instaladores se descarguen desde sitios de distribución de software o mediante plataformas de intercambio de archivos a través de Internet (ej. Torrent). Es por eso que es recomendable descargar software exclusivamente de sitios web conocidos confiables que cuiden su reputación.
Cuando un usuario descarga y ejecuta el archivo de instalación, instala todas las herramientas del paquete. A veces la instalación se realiza directamente. Otras veces el programa le sugiere encarecidamente que elija una manera 'recomendada' para poder instalar todas las aplicaciones. La mayoría de los clientes descuidan la descripción de las formas e invitan sin pensar a esos programas de malware.
Es habitual que los adware instalados cambien los controles del navegador, modifiquen la URL de la página de inicio y escriban valores adicionales en un registro para impedir que la eliminación en caso de que lo intente. Tal proceso conduce a una avalancha de pancartas publicitarias en todos los sitios y, después de un tiempo, el navegador debilitado no puede lidiar con otros ataques, y su estación de trabajo estará totalmente abrumada con herramientas maliciosas.